# Itápolis (ort)
Itápolis är en ort i Brasilien.   Den ligger i kommunen Itápolis och delstaten São Paulo, i den sydöstra delen av landet, 700 km söder om huvudstaden Brasília. Itápolis ligger 495 meter över havet och antalet invånare är 34 552.
Terrängen runt Itápolis är platt. Närmaste större samhälle är Ibitinga, 18,1 km söder om Itápolis.
Omgivningarna runt Itápolis är en mosaik av jordbruksmark och naturlig växtlighet. Runt Itápolis är det ganska glesbefolkat, med 43 invånare per kvadratkilometer.